# Grenadier-Regiment „König Friedrich I.“ (4. Ostpreußisches) Nr. 5
Das Grenadier-Regiment „König Friedrich I.“ (4. Ostpreußisches) Nr. 5 war ein Infanterieverband der Preußischen Armee.

## Geschichte
Am 11. März 1689 wurde das Regiment zu Fuß „Alt Dohna“ per Kapitulation von Friedrich I. unter der Leitung von Alexander zu Dohna-Schlobitten gegründet – mit einem Bataillon zu Fuß von fünf Kompanien. Diese Kompanien setzten sich aus zwei Kompanien des Altpreußischen Infanterieregiments No. 10, einer Kompanie des Bataillons von Heinrich de Briquemault und aus zwei aus Kompanien verschiedener Festungsbesatzungen zusammen. Noch im selben Jahr wurde das Regiment auf acht Kompanien vergrößert, davon noch drei Kompanien aus dem Altpreußischen Infanterieregiments No. 10.
1691 erhielt das Regiment ein zweites Bataillon zu fünf Kompanien, da es sich in den Türkenkriegen beteiligen sollte.
Alexander zu Dohna-Schlobitten wurde 1692 Gouverneur von Pillau und Oberster der dortigen Garnison, er gab drei Kompanien Wilhelm von Brandt, dem bisherigen Gouverneur von Pillau und verleibte dafür seinem Regiment die drei in Pillau befindlichen Kompanien ein. In der Folge bildete ein Bataillon des Regiments dauernd die Besatzung von Pillau und nahm dadurch den Charakter einer Garnison an, die Stärke beider Bataillons wechselte je nach der politischen Lage bis 1713.
1702 wurde eine Kompanie an das Regiment „von Sydow“ abgegeben, die 1703 wieder ersetzt wurde. Anfang 1713 hob Friedrich Wilhelm I. die Garnisonen als solche aus und machte sie zu Feldtruppen. Die Stärke dieses Regiments wird, wie das der meisten, dauernd aus zwei Bataillonen zu je fünf Kompanien festgesetzt.
1735 wurde das Regiment neu geordnet: Die bisher auf die Kompanien verteilten Grenadiere wurden zu zwei Kompanien zusammengezogen. Das Regiment bestand nunmehr aus zwei Bataillonen zu je einem Grenadier- und fünf Musketierkompanien. Die Grenadierkompanien wurden im Mobilmachungsfall zu einem Grenadierbataillon zusammengezogen.
1787 wurden zwei Musketierkompanien in Grenadierkompanien umgewandelt, sodass das Regiment aus einem Grenadier- und zwei Musketierbataillons zu je vier Kompanien bestand.
1797 wurden Soldaten zur Bildung des Infanterieregiment „de Courbière“ abgezogen. 1807 wurde dem Regiment das III. Bataillon des Regiments zu Fuß „vacant von Besser“ und das Füsilierbataillon des Infanterieregiments „von Winning“ einverleibt. Dadurch erhielt es den vorgeschriebenen Stand von zwei Grenadierkompanien, zwei Musketier,- sowie einem leichten Bataillon.
1859 fanden starke Abgaben an das neuzubildende 5. Kombinierte Infanterie-Regiment statt, aus dem das 8. Ostpreußische Infanterie-Regiment Nr. 45 hervorging. Weitere Abgaben folgten nach dem gewonnenen Deutschen Krieg 1866 (13., 14. und 15. Kompanie an das Infanterie-Regiment Nr. 74) sowie bei der Aufstellung neuer Verbände 1881 (10. Kompanie an das Infanterie-Regiment Nr. 128), 1887 (2. Kompanie an das Infanterie-Regiment Nr. 135) und 1897 (IV. Bataillon an das Infanterie-Regiment Nr. 176).

### Benennung
- Bis 1808: nach den Chefs
- Ab 7. September 1808: 4. Ostpreußisches Infanterie-Regiment
- Ab 5. November 1816: 5. Infanterie-Regiment (4. Ostpreußisches)
- Ab 10. März 1823: 5. Infanterie-Regiment
- Ab 4. Juli 1860: 4. Ostpreußisches Grenadier-Regiment Nr. 5
- Ab 27. Januar 1889: Grenadier-Regiment König Friedrich I. (4. Ostpreußisches) Nr. 5

### Einsätze
Das Regiment befreite im Pfälzischen Erbfolgekrieg Kaiserswerth, nachdem Ludwig XIV. die Stadt erobert hatte. Im Großen Türkenkrieg kämpfte es in der Schlacht bei Slankamen. Weitere Kampfhandlungen waren im Ersten und Zweiten Schlesischen Krieg, dem Siebenjährigen Krieg, dem Bayerischen Erbfolgekrieg, im Vierten Koalitionskrieg, im Russlandfeldzug 1812 sowie den Befreiungskriegen gegen Napoleon Bonaparte.

### Deutscher Krieg
Im Krieg gegen Österreich nahm das Regiment 1866 an den Schlachten bei Trautenau und Königgrätz sowie am Gefecht bei Tobitschau teil.

### Deutsch-Französischer Krieg
Während des Krieges gegen Frankreich kam das Regiment am 14. August 1870 zunächst in der Schlacht bei Colombey zum Einsatz. Anschließend wirkte es bei der Beschießung des südöstlichen Teils von Metz, kämpfte in der Schlacht bei Gravelotte und war vom 19. August bis zum 27. Oktober 1870 bei der Einschließung und Belagerung von Metz. Während dieser Zeit beteiligte es sich auch an der Schlacht von Noisseville. Von Mitte November 1870 bis zur Kapitulation Ende des Monats nahm es an der Belagerung von La Fère teil.

### Erster Weltkrieg
Mit Ausbruch des Ersten Weltkriegs machte der Verband am 2. August 1914 mobil. Neben dem ins Feld rückenden Regiment stellte es ein Ersatzbataillon zu vier Kompanien sowie zwei Rekruten-Depots auf.
Zunächst kam das Regiment im Verbund mit der 71. Infanterie-Brigade bei der 36. Infanterie-Division an der Ostfront zum Einsatz. Hier beteiligte es sich an den Schlachten bei Gumbinnen, Tannenberg, an den Masurischen Seen, bei Warschau, Kutno, Lodz und an den Rawka-Bzura. Ende September 1915 verlegte es an die Westfront und war in die Stellungskämpfe zwischen Somme und Oise eingebunden. Es folgte die Teilnahme an den Schlachten an der Somme, bei Arras sowie der Dritten Flandernschlacht. Nach der Deutschen Frühjahrsoffensive 1918 befand sich das Regiment bis Kriegsende in ständigen Abwehrkämpfen. Im September 1918 erhielt das Regiment eine eigene Minenwerfer-Kompanie, die aus Teilen der Minenwerfer-Kompanie Nr. 36 gebildet wurde.

### Verbleib
Nach Kriegsende räumte das Regiment das besetzte Gebiet in Belgien und wurde ab dem 13. Dezember 1918 in Danzig demobilisiert. Die Demobilisierung des II. Bataillon fand ab dem 21. Dezember 1918 statt und war bis Ende März 1919 abgeschlossen. Nach der Demobilisierung blieb zunächst ein Freiwilligen-Bataillon mit zwei Kompanien bestehen. Bis Mai 1919 erfolgte die Aufstellung des Freiwilligen-Grenadier-Regiments 5 mit drei Bataillonen, drei MG-Kompanie und einem MW-Zug. Mit der Bildung der Vorläufigen Reichswehr ging die Formation im Reichswehr-Infanterie-Regiment 33 auf.
Die Tradition übernahm in der Reichswehr durch Erlass des Chefs der Heeresleitung General der Infanterie Hans von Seeckt vom 24. August 1921 die in Rostock stationierte 10. Kompanie des 5. (Preußisches) Infanterie-Regiments. In der Wehrmacht führte das III. Bataillon im Infanterie-Regiment 27 die Tradition fort.